# Madalena Aragão
Madalena Vivas Aragão de Andrade Dias (Cascais, 25 de Agosto de 2005) é uma atriz portuguesa.

## Carreira
Estreou-se como atriz, em 2016, com apenas 10 anos de idade, na novela da SIC, Rainha das Flores.
Em 2018, entra na segunda temporada da telenovela Paixão, na SIC. Nesse ano. participa pela primeira vez numa Curta Metragem, A Semente de João Santana. Co-protagoniza ainda outra Curta Metragem, de Cláudio Jordão e de David Rebordão, a qual, no Festival Internacional de Avanca ganhou o Prémio de "Melhor Estreia Internacional" e ainda uma Menção Especial na Categoria "Trailer in Motion"
Em 2019, fez uma participação na novela da TVI A Teia, onde desempenha a personagem principal, interpretada por Joana Ribeiro, em jovem (Diana). Ainda em 2019 integra o Elenco Fixo na primeira temporada da novela Nazaré, na SIC e mais tarde, ainda no mesmo ano, assume o papel de "Ana Catarina" na novela da TVI Quer o Destino, que estreou em março de 2020.
Ainda em 2020/2021, integra o elenco de Para Sempre, noutra produção da Plural/TVI. No final de 2020, desempenha o papel de "Maria José" jovem, no telefime As vizinhas, baseado no conto de Teolinda Gersão, para a RTP1, no âmbito do projeto Contado por Mulheres produzido por Ukbar Filmes e realizado por Sofia Teixeira Gomes.
Em 2021, participa com a personagem "Elvira" na série Lusitânia, produzida por "Take it Easy Filmes" para a RTP1 e realizada por Frederico Serra.
Em 2022, participa na longa metragem da Leopardo Filmes, realizada por Eduardo Brito, Sibila, baseada no livro com o mesmo nome de Agustina Bessa Luís, onde interpreta a personagem principal "Quina" em jovem. No mesmo ano, participa também num dos filmes da série Contos da Montanha, baseada nos contos de Miguel Torga, nomeadamente na Maria Lionça, onde interpreta a personagem principal, Maria Lionça, entre os 16 e os 26 anos. Esta série é produzida pela Fado Filmes e realizada por Luís Galvão Teles.
Geriu um Blog "Madalena Não É Queque"  onde desabafava e partilhava as suas dúvidas sobre o crescimento e uma página de youtube com o seu nome "Madalena Aragão".
Em 2023 o grande sucesso da atriz foi reconhecido pela Forbes Portugal, na lista “Forbes Under30 Portugal 2023”, que “destaca os mais brilhantes game changers de até 30 anos que revolucionam os negócios e transformam o mundo de forma ousada e criativa” e foi nomeada para um Globos de Ouro da SIC na categoria "Revelação"
Protagonizou a série juvenil da TVI, Morangos com Açúcar (2023).

## Televisão
| Ano         | Canal   | Projeto                   | Papel                      | Notas            | Ref.          |
| ----------- | ------- | ------------------------- | -------------------------- | ---------------- | ------------- |
| 2016 - 2017 | SIC     | Rainha das Flores         | Júlia de Sousa             | Elenco Principal | [ 19 ] [ 20 ] |
| 2018        | SIC     | Paixão                    | Inês                       | Elenco Principal | [ 21 ]        |
| 2018        | TVI     | A Teia                    | Diana «Jovem»              | Elenco Adicional | [ 22 ]        |
| 2019 - 2020 | SIC     | Nazaré                    | Carolina «Carol» Carvalho  | Elenco Principal | [ 23 ]        |
| 2020        | Biggs   | Gargalhadas à Grande 1    | Várias                     | Elenco Principal | [ 24 ]        |
| 2020        | TVI     | Quer o Destino            | Ana Catarina de Santa Cruz | Co-Protagonista  | [ 25 ]        |
| 2020        | RTP2    | Quaranteens               | Diana                      | Regular          | —             |
| 2021        | Biggs   | Gargalhadas à Grande 2    | Várias                     | Elenco Principal | [ 26 ]        |
| 2021 - 2023 | TVI     | Para Sempre               | Diana Madureira Peixoto    | Elenco Principal | [ 27 ]        |
| 2022        | RTP1    | Lusitânia                 | Elvira                     | Elenco Principal | [ 28 ]        |
| 2022        | RTP1    | Contado Por Mulheres      | Maria José (Jovem)         | Elenco Principal | [ 29 ]        |
| 2022        | RTP1    | Causa Própria             | Mariana                    | Elenco Principal | [ 30 ]        |
| 2023        | RTP1    | Histórias Da Montanha     | Maria Lionça (jovem)       | Protagonista     |               |
| 2023 - 2024 | TVI     | Morangos com Açúcar       | Olívia Campelo             | Protagonista     | [ 31 ]        |
| 2025        | TVI     | A Fazenda (2.ª Temporada) | Zuri Miranda               | Co-Antagonista   | [ 32 ]        |
| 2025        | NETFLIX | Rabo de Peixe             |                            |                  | [ 33 ]        |

## Cinema
| Ano  | Título                    | Personagem                        | Participação         |
| ---- | ------------------------- | --------------------------------- | -------------------- |
| 2018 | A Tua Vez                 | Primavera                         | Personagem Principal |
| 2018 | A Semente                 | Camila [12 anos]                  | Elenco Fixo          |
| 2020 | Fatima (filme de 2020)    | Irmã Lucia                        | Dupla                |
| 2020 | Caravan                   | Rapariga                          | Personagem Principal |
| 2020 | Wrecking Ball             | Rapariga                          | Personagem Principal |
| 2021 | As Cinzas da Mãe          | Isabel (Jovem)                    | Elenco Fixo          |
| 2022 | A Sibila                  | Joaquina Augusta Teixeira (Jovem) | Personagem Principal |
| 2022 | O Teu Rosto Será o Último | Luisa (Jovem)                     | Personagem Principal |

## Teatro
| Ano  | Título                                    | Personagem  | Participação          | Local                             |
| ---- | ----------------------------------------- | ----------- | --------------------- | --------------------------------- |
| 2019 | Os Contos Improvisados de Edgar Allan Poe | Annabel Lee | Participação Especial | Instantâneos, Quinta da Regaleira |
| 2019 | Golpada                                   |             |                       | Teatro Aberto                     |

## Dobragens
| Ano  | Título                                               | Personagem     | Participação |
| ---- | ---------------------------------------------------- | -------------- | ------------ |
| 2018 | Troll e o Reino de Ervod (Troll: The Tale of a Tail) | Princesa Freia | Elenco Fixo  |
| 2020 | Um Príncipe em Apuros (Le prince oublié)             | Sofia          | Elenco Fixo  |

Emprestou também a voz a vários anúncios/filmes publicitários